# Eparchie Miskolc
Die Eparchie Miskolc (lateinisch Eparchia Miskolcensis; ungarisch Miskolci egyházmegye) ist eine mit der römisch-katholischen Kirche unierte griechisch-katholische Diözese in Ungarn.

## Geschichte
Als Apostolisches Exarchat Miskolc (lateinisch Apostolicus Exarchatus Miskolcensis) wurde die Diözese am 4. Juni 1924 für die ruthenischen griechisch-katholischen Gemeinden errichtet, die nach dem Ersten Weltkrieg und dem Vertrag von Trianon nicht zur neugegründeten Tschechoslowakei kamen, sondern bei Ungarn blieben. Es entstand durch Ausgliederung von Gebieten der Eparchien Mukatschewo und Prešov. Die Ruthenen, die ursprünglich ihre Liturgie in Kirchenslawisch hielten, wechselten bald zum Ungarischen, sodass die Verwaltung ab 1940 beim Bischof von Hajdúdorog lag.
Am 2. Mai 2008 erhielt die Ungarische griechisch-katholische Kirche durch die Ernennung von Bischof Fülöp Kocsis zum Bischof von Hajdúdorog und zum Apostolischen Administrator von Miskolc erneut ein gemeinsames Oberhaupt. Papst Benedikt XVI. ernannte am 5. März 2011 mit Atanáz Orosz wieder einen eigenen Exarchen.
Mit der Neuordnung der griechisch-katholischen Kirche in Ungarn erhob Papst Franziskus das Apostolische Exarchat Miskolc am 20. März 2015 in den Rang einer Eparchie und unterstellte sie als Suffragandiözese der zur Metropolie erhobenen Erzeparchie Hajdúdorog. Das Gebiet der Eparchie Miskolc entspricht seither dem der Komitate Borsod-Abaúj-Zemplén und Heves im Nordosten des Landes.

## Bischöfe
- Antal Papp (14. Juli 1924 – 24. Dezember 1945; Apostolischer Exarch)
- Atanáz Orosz (seit 5. März 2011, Eparch)